# Filipinoszczur luzoński
Filipinoszczur luzoński (Bullimus luzonicus) – gatunek ssaka z podrodziny myszy (Murinae) w rodzinie myszowatych (Muridae), występujący na Filipinach; według IUCN nie jest zagrożony wyginięciem.

## Zasięg występowania
Filipinoszczur luzoński jest endemitem wyspy Luzon w północnych Filipinach.

## Taksonomia
Gatunek po raz pierwszy naukowo opisał w 1895 roku angielski zoolog Oldfield Thomas nadając mu nazwę Mus luzonicus. Opis ukazał się w czasopiśmie The Annals and Magazine of Natural History. Jako miejsce typowe odłowu holotypu Thomas wskazał Mount Data w Lepanto na Luzonie na Filipinach na wysokości 8000 stóp (2440 m). Holotypem był samica z kolekcji Johna Whiteheada. W rodzaju Bullimus umieścił go w 1913 roku Ned Hollister. Gatunek monotypowy.
Badania C.C. Kyriazisa i współpracowników z 2017 roku wykazały znaczące zróżnicowanie genetyczne między populacjami tego gatunku.

### Etymologia
- Bullimus: łac. bulla „bąbel, guz”; mus, muris „mysz”, od gr. μυς mus, μυος muos „mysz”[10].
- luzonicus: Luzon, Filipiny[11].

## Morfologia
Długość ciała (bez ogona) 234—267 mm, długość ogona 190–233 mm, długość ucha 28,5–36 mm, długość tylnej stopy 49–56 mm; masa ciała 351–520 g. Sierść na grzbiecie koloru brązowego, spód ciała  jest ciemnoszary, rozjaśniony białymi końcówkami włosów. Ogon jest bezwłosy (stanowi 77–92% długości ciała) i zasadniczo ciemny powyżej oraz jaśniejszy poniżej, z białą końcówką. Samica ma od 3 do 4 par gruczołów mlekowych.

## Ekologia
Słabo poznany gatunek. Filipinoszczur luzoński zamieszkuje pierwotny las nizinny, górski i mszysty oraz lasy zdegradowane z częściowo otwartym sklepieniem, najliczniej spotykany na wysokości 1000–1450 m n.p.m. (zakres 200–2400 m n.p.m.). Jest aktywny zarówno w dzień jak i w nocy, szukając roślin rosnących na ziemi. Filipinoszczur luzoński spożywa głównie zielony materiał roślinny, ale może być wszystkożerny. Buduje ścieżki przez wysokie trawy lub gęstą, zakrytą roślinność, pozostawiając wzdłuż nich kawałki skoszonej trawy (o długości około 10–20 cm). U samic stwierdzono średnio dwa zarodki (zakres 1–3).

## Status i ochrona
W Czerwonej księdze gatunków zagrożonych Międzynarodowej Unii Ochrony Przyrody i Jej Zasobów został zaliczony do kategorii LC (ang. Least Concern „najmniejszej troski”). Nie stwierdzono większych zagrożeń dla tego gatunku, jako że jest prawdopodobnie szeroko rozpowszechniony i dobrze adaptuje się do zdegradowanych siedlisk.